# Eumannia cleui
Eumannia cleui är en fjärilsart som beskrevs av Eugen Wehrli 1953. Eumannia cleui ingår i släktet Eumannia och familjen mätare. Inga underarter finns listade i Catalogue of Life.